# Louka (powiat Hodonín)
Louka – gmina w Czechach, w powiecie Hodonín, w kraju południowomorawskim. Według danych z dnia 1 stycznia 2013 liczyła 983 mieszkańców.